# Нощта на самодивите
„Нощта на самодивите“ е български телевизионен
игрален филм (криминален, драма) от 1995 година на режисьора Ивайло Джамбазов, по сценарий на Владо Даверов. Оператор Венец Димитров. Музиката е на Ценко Минкин, а художник е Олга Афиногенова.
Трети филм от тв сериала „Полицаи и престъпници“ .

## Актьорски състав
| Роля                                                  | Изпълнител          |
| ----------------------------------------------------- | ------------------- |
| Сашо Димов                                            | Христо Шопов        |
| полковник Матев                                       | Васил Банов         |
| Емил Бонев, оперативен работник                       | Боян Атанасов       |
| д-р Геновски, завеждащ фитнес-центъра на г-жа Маврова | Николай Сотиров     |
| сестра Петрова, клиника за наркомани                  | Добринка Станкова   |
| Анелия Маврова, „Желязната лейди“                     | Анета Сотирова      |
| Джули, приятелка на д-р Геновски                      | Петя Венкова        |
| Драганов                                              | Любомир Младенов    |
|                                                       | Иван Чипариков      |
|                                                       | Христо Руков        |
|                                                       | Васил Бинев         |
|                                                       | Иван Цанов          |
|                                                       | Николай Костадинов  |
| майката на Джули                                      | Пенка Цицелкова     |
|                                                       | Велика Дойчинова    |
|                                                       | Павел Ангелов       |
|                                                       | Асен Дражев         |
|                                                       | Владимир Владимиров |
|                                                       | Людмил Иларионов    |
|                                                       | Башар Рахал         |
|                                                       | Диана Камбурова     |
|                                                       | Никола Златанов     |
|                                                       | Любен Петров        |
|                                                       | балет Амбасадор     |

## Сюжет
Ученичката Вероника припада в средата на часа, сякаш е дрогирана, а един от нейните приятели, син на влиятелна бизнес дама, е убит. Бодигардът на момчето и едно момиче от неговото училище изчезват и полицията започва да разследва случая. На Сашо (Христо Шопов) млад инспектор от полицията, и на колегата му от Отдел Убийства им се налага с напредване в разследването да се потопят в един свят на подозрителни лекари-трафик на дрога и уважавани политици с много тайни. Но случаят постепенно се усложнява: Вероника, единствената, която знае какво се случва, също е убита преди да може да бъде разпитана в болницата, където се възстановява. Приключения и престъпления са компонентите на този филм, развит в атмосфера на постоянно действие в болници, съмнителни компаньонски заведения и луксозни фитнеси.